# Wiesbach (Rotbach)
Der Wiesbach ist ein orographisch linker Zufluss des Rotbachs auf der Gemarkung der Gemeinde Dahlem im Kreis Euskirchen in Nordrhein-Westfalen. Der Bach entspringt in einem Waldgebiet westlich des Dahlemer Ortsteils Schmidtheim. Dabei vereinigen sich mehrere Stränge, die alle nördlich der Landstraße 110 liegen. Er fließt in vorzugsweise nördlicher Richtung und sammelt sich in einem unbenannten See. Dort steht ein Kruzifix auf einem Betonsockel, an dem eine Tafel mit der folgenden Inschrift angebracht ist: „Nach unbestätigten / mündlichen / Informationen soll hier / ein Kuhhirt / von einem Stier / tödlich verletzt / worden sein.“ Anschließend fließt er weiter in nördlicher Richtung; von Westen kommt ein unbenannter Zufluss hinzu, bevor der Wiesbach schließlich nordwestlich von Schmidtheim in den Rotbach entwässert, die wiederum über den Wolferter Bach und den Reifferscheider Bach in die Olef entwässert.